# Bulbophyllum subaequale
Bulbophyllum subaequale är en orkidéart som beskrevs av Oakes Ames. Bulbophyllum subaequale ingår i släktet Bulbophyllum och familjen orkidéer. Inga underarter finns listade i Catalogue of Life.